# IC 353
IC 353 је емисиона маглина у сазвјежђу Бик која се налази на листи објеката дубоког неба у Индекс каталогу.
Деклинација објекта је + 25° 48' 0" а ректасцензија 3h 53m 0,3s. IC 353 је још познат и под ознакама LBN 601, Ced 24.